# Metapenaeus anchistus
Metapenaeus anchistus is een tienpotigensoort uit de familie van de Penaeidae. De wetenschappelijke naam van de soort is voor het eerst geldig gepubliceerd in 1920 door De Man.